# (5861) Glynjones
(5861) Glynjones est un astéroïde de la ceinture principale.

## Description
(5861) Glynjones est un astéroïde de la ceinture principale. Il fut découvert le 15 septembre 1982 à la station Anderson Mesa par Edward L. G. Bowell. Il présente une orbite caractérisée par un demi-grand axe de 2,22 UA, une excentricité de 0,19 et une inclinaison de 2,1° par rapport à l'écliptique.

## Compléments